# Кир (име)
Кир је облик имена Ћирило и осим што је самостално лично име, употребљава се и као саставни део личних имена нпр. Кир-Јања. Из 5. века п. н. е. сачуван је персијански маузолеј, подигнут Киру Великом. Овај споменик је био инспирација Ивану Мештровићу при изради споменика незнаном јунаку на Авали. Ово име постоји и на хебрејском као женско и има значења: „град“, „зид“, „састанак“. Многа насељена места широм света садрже и име Кир у свом називу.